# Gertrude de Pélichy
Gertrude Cornélie Marie de Pélichy (getauft am 26. August 1743 in Utrecht; gestorben am 6. März 1825 in Brügge) war eine flämische Malerin.

## Leben und Werk

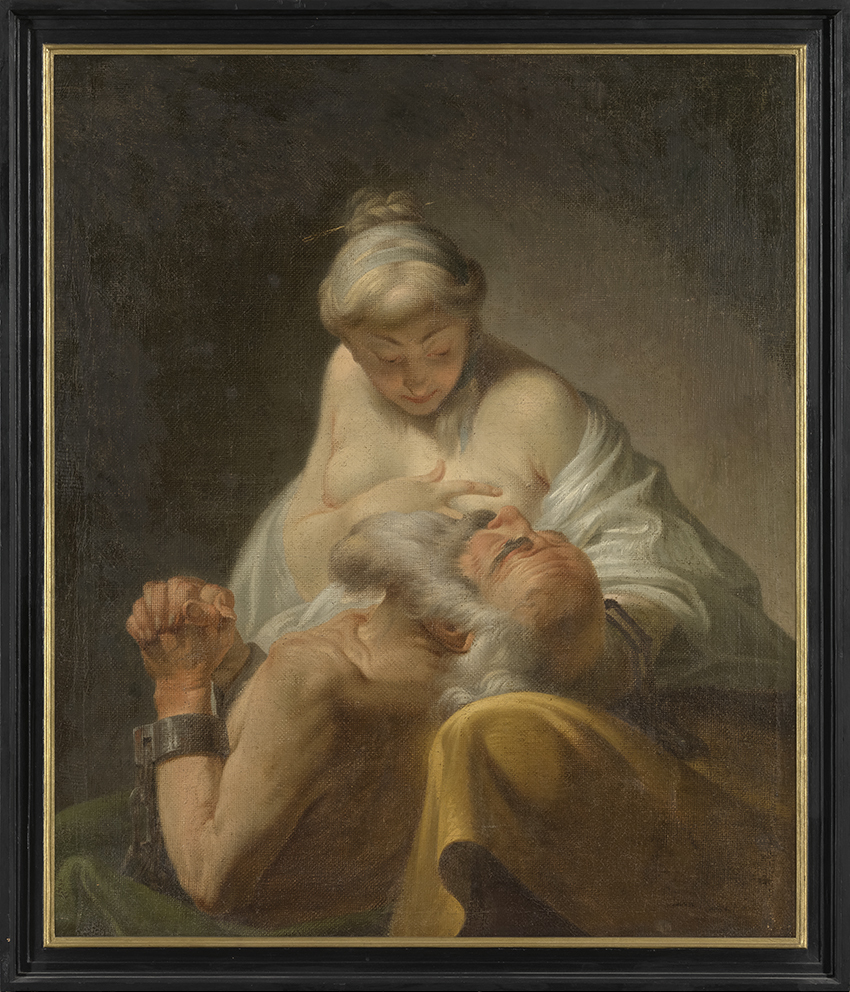
Caritas Romana

Gertrude de Pélichy wurde am 26. August 1743 in Utrecht getauft. Sie war die Tochter von Johannes Philippus de Pélichy (1716–1792) und Isabella Margaretha Rijcksz.
Nach dem Tod ihrer Mutter zog ihr Vater nach Brügge, wo er 1755 Stadtrat und 1768 Bürgermeister wurde. Dieses Amt hatte er bis zu seinem Tod inne. Gertrude de Pélichy studierte zunächst Zeichnen bei Paul de Cock, gefolgt von Architektur und Malerei. Von 1767 bis 1777 lebte sie in Paris und schrieb sich bei der „Dames de l'Instruction Chrétienne“ ein, wo sie Schülerin von Joseph-Benoît Suvée wurde. 1778 kehrte sie nach Brügge zurück und wohnte in einem Haus in der Rue Traversière. Aus gesundheitlichen Gründen musste sie ihr Studium aufgeben und starb am frühen Morgen des 6. März 1825.
Sie war seit 1771 Mitglied der Akademie der bildenden Künste Wien.
Ihre Werke finden sich unter anderem in der Vlaamse Kunstcollectie und dem Groeningemuseum.